# Universidad Pencopolitana

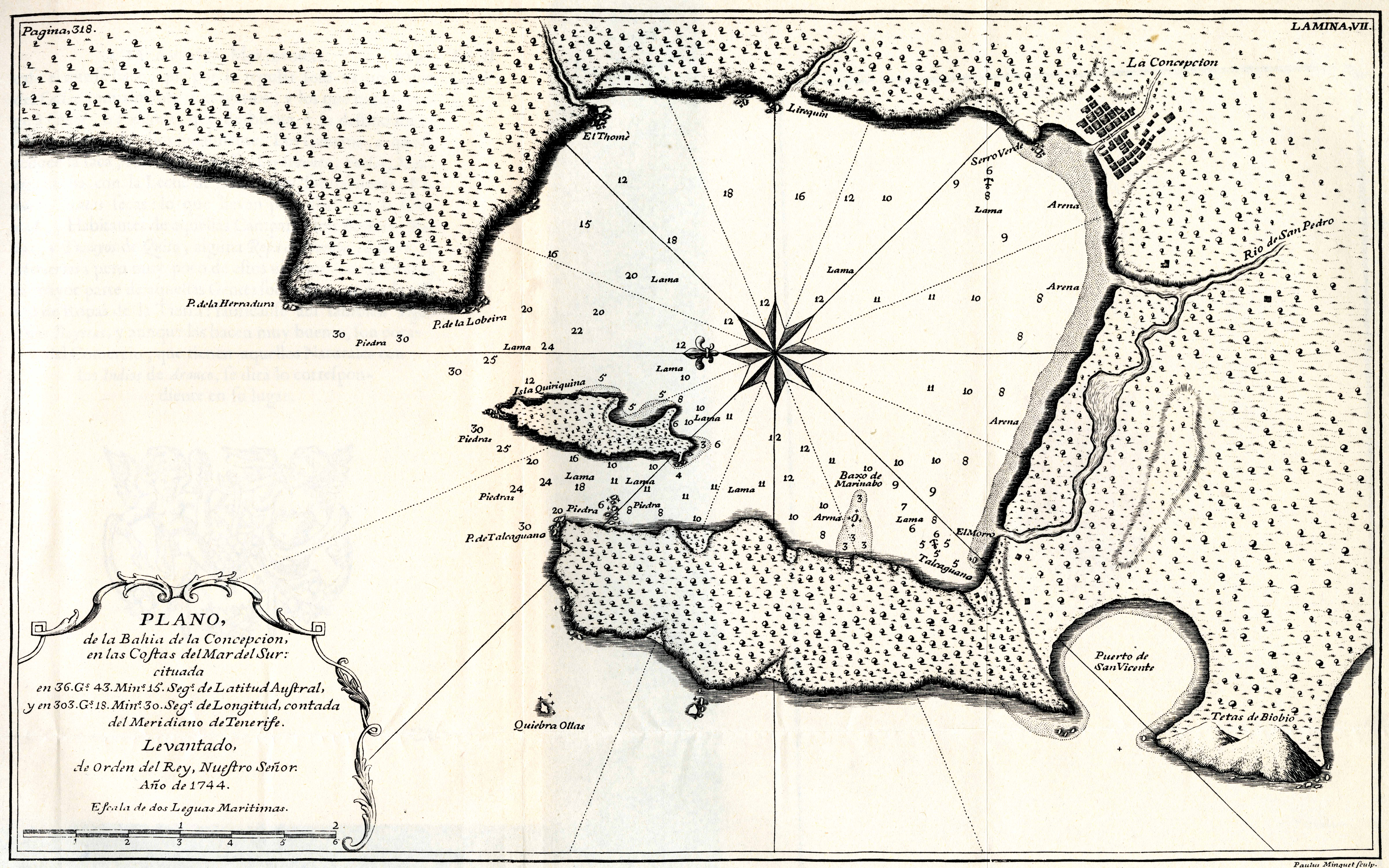
Plano de la Bahía de Concepción en 1744, época de pleno funcionamiento de la Universidad Pencopolitana

La Pontificia Universidad Pencopolitana de La Concepción, o simplemente Universidad Pencopolitana, fue una antigua universidad que funcionó entre los años 1724 y 1767 en la ciudad de Concepción actual Penco. Establecida por el Obispado de Concepción, fue entregada a la administración de la Compañía de Jesús.

## Historia

### Antecedentes
Fray Antonio de San Miguel, primer obispo de la diócesis de La Imperial, solicitó en 1567 la autorización para fundar allí la primera universidad de la Capitanía General de Chile; sin embargo, sólo pudo crear en 1571 el Seminario Conciliar. La Rebelión Araucana de 1598, sucedida luego de la derrota española en la Batalla de Curalaba, significó la destrucción y abandono de todas las ciudades fundadas al sur del Biobío, incluyendo La Imperial. Como consecuencia, la sede episcopal es trasladada a Concepción por fray Reginaldo de Lizárraga, en 1603, y el Seminario cesa sus funciones.
Más de un siglo después, el obispo Juan de Nicolalde refundó formalmente el Seminario en 1718, y le dio una instalación adecuada, gracias al mayor desarrollo de la ciudad. Sin embargo, tuvo dificultades para encontrar docentes idóneos, por lo que debió recurrir a la Compañía de Jesús que tenía un colegio en Concepción, de enseñanza elemental y de centro de las misiones de la Araucanía. Así, en 1724, antes de dejar la diócesis para asumir el arzobispado de Charcas, Nicolalde, ultimó el acuerdo con la Compañía, la que tendría todo el manejo docente del Seminario. Este establecimiento ya había atraído, fuera de los becarios para el sacerdocio, un número importante de alumnos cuyos estudios eran costeados por sus familias, pues se trataba del único establecimiento de su tipo en el sur del país.

### Fundación
En la Colonia funcionaron en Chile tres centros de enseñanza superior con categoría de universidades pontificias, que tenían un carácter fundamentalmente eclesiástico. En Santiago estaban la Universidad de Santo Tomás de Aquino de los dominicos y el Universidad Pontificia Colegio Máximo de San Miguel de los jesuitas. La tercera universidad se erige en Concepción, con el nombre de Pontificia Universidad Pencopolitana de La Concepción, bajo la dirección de la Compañía de Jesús, que ya se había hecho cargo del Seminario. Según el autor Gabriel Guarda, recibió oficialmente la autorización papal el año 1730.
Los jesuitas establecieron con los requerimientos de su ratio studiorum los cursos de filosofía y de teología, pudiendo los alumnos alcanzar los grados de bachiller, licenciado y maestro en filosofía y de doctor en teología, los que, una vez cursados los estudios y cumplidas las pruebas necesarias, al igual que en la Universidad en Santiago, permitían al obispo otorgárselos. También se enseñó Matemáticas y Derecho. 
Los primeros graduados de que hay constancia fueron dos laicos que obtuvieron el doctorado en teología: en 1725 Alonso de Guzmán y Peralta, quien fue catedrático de cánones y en 1762 rector de la Universidad de San Felipe y, en 1731, Manuel de Alday y Aspée, más tarde obispo de Santiago. 

### Adversidades y disolución
El 24 de mayo de 1751 un terremoto seguido de un tsunami, asolaron la ciudad provocando graves daños, entre ellos la destrucción de la biblioteca de la Universidad Pencopolitana y todos sus fondos. Producto de la furia de las aguas, se perdió la más rica colección de textos del sur de la gobernación de Chile, lo que resultó un desastre para la cultura y la memoria colectiva de la ciudad. 
La vulnerabilidad de su asentamiento motivó a los españoles a relocalizar Concepción, en el Valle de la Mocha. Lentamente, el seminario fue restablecido en la nueva ubicación de la ciudad, coincidiendo con un período de declive de la actividad académica en las universidades conventuales chilenas, tras la creación de la Real Universidad de San Felipe. Se llegó a conferir algún grado académico antes de la expulsión de los jesuitas, en 1767, evento que marcó el fin de la institución.
Fue reorganizada luego de la expulsión como Seminario de San Carlos, pero desapareció finalmente en 1813.

## Legado

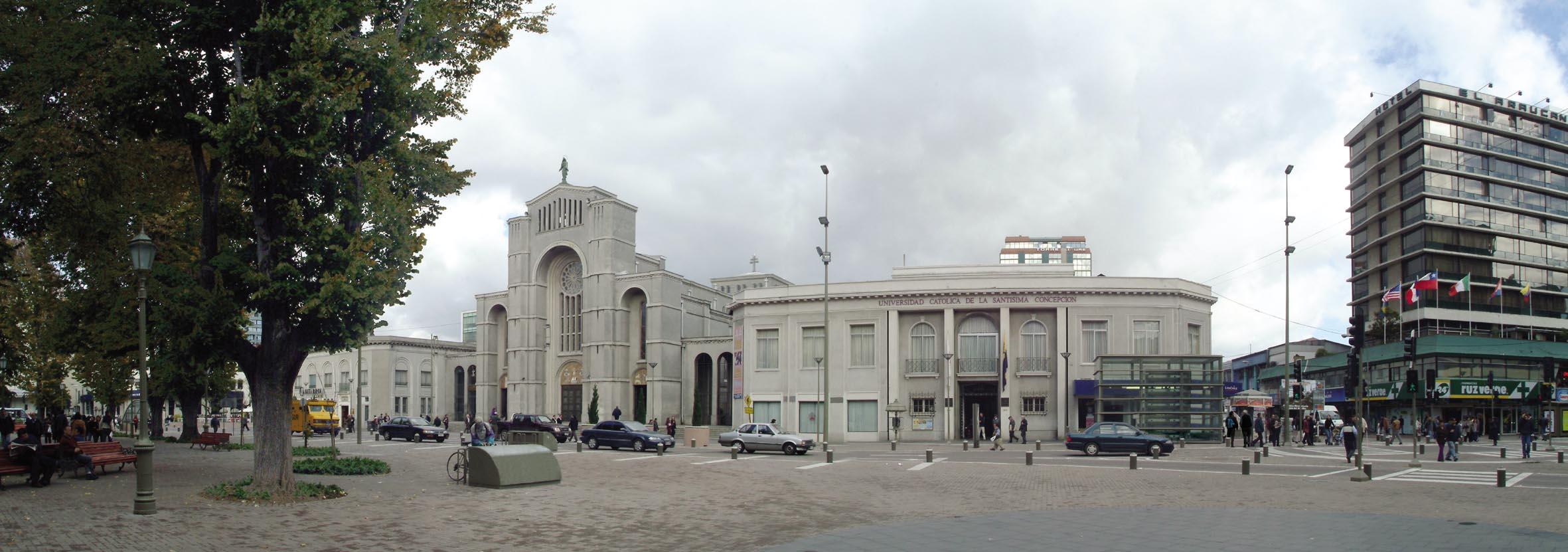
Catedral de la Santísima Concepción y Casa Central de la UCSC

La Pontificia Universidad Pencopolitana de la Concepción es la antecesora histórica en la labor educativa de la Iglesia Católica en la Diócesis de Concepción (hoy Arquidiócesis). En consecuencia, la actividad educativa de la Iglesia Católica en Concepción fue reanudada por la Pontificia Universidad Católica de Chile a través de su Sede Regional Talcahuano, devolviendo posteriormente la autonomía a través de la Universidad Católica de la Santísima Concepción, UCSC, erigida por el Arzobispo de Concepción en 1991 a partir de la Sede Regional Talcahuano de la Pontificia Universidad Católica de Chile, la que es considerada su heredera. 
Pocos son los documentos que se conservan en Chile de esta universidad, y se encuentran en los archivos de la Arquidiócesis de la Santísima Concepción y en la Universidad Católica de la Santísima Concepción. Sin embargo, su imagen sigue vigente, pues el Rey Juan Carlos I de España, en su discurso con ocasión de su investidura como doctor honoris causa en la Universidad de Chile, en 1990, señaló que "No debe desconocerse la labor de la Pontificia Universidad Pencopolitana, incluso antes de la creación de la Universidad de San Felipe". 
En la comuna de Penco, antiguo emplazamiento de la ciudad de Concepción, se bautizó un centro de educación secundaria como Liceo Pencopolitano, en memoria de esta universidad colonial.